# Star (Einheit)
Star war ein Getreidemaß und hatte unterschiedliche Größen. Es war ein italienisches und Schweizer Maß. Es galt in Bozen, aber auch in Triest, in Fiume und in der Krain, ebenso wie in Venedig und seinem Kolonialreich.
- Der venezianische Star (auch staio) hatte etwa 83,3 Liter und beanspruchte zwischen Mailand und Zypern Gültigkeit.
- Der Bozener Star (auch starium, stär, stärl, stære, ster, steär, stajo) hatte 30,7497 Liter (37,701 Liter = 0,61298 Wiener Metzen)[1], was 2 Wiener Metzen oder 1550,17 Pariser Kubikzoll[2] (1900,6 Pariser Kubikzoll)[3] entsprach.

- Der Tiroler Kornstar hatte 30,5775 Liter, also 1541,49 Pariser Kubikzoll.[4]
- Vergleich: Der Bozner zum Tiroler war 1,00000 = 1,00563 (1,0049)[5]

Die Menge Bozener Star als Aussaat bestimmte die Größe des Acker- und Flächenmaßes mit der Bezeichnung Starland. Das alte Maß entsprach 100 Geviertruten oder 1 ¼ Grabe bei einem Bozener Star.
- 1 Jauchert hatte in der österreichischen Grafschaft Tirol 10 Starland.[6]

Im Kanton Tessin der Schweiz war das Maß als Star oder Stara bekannt. Regional galt in Lavis
- 1 Star = 1002 ⅔ Pariser Kubikzoll

In anderen Orten gab es den großen mit 1483,5 Pariser Kubikzoll und den kleinen Star mit 1322 ¼ Pariser Kubikzoll.

## Ragusa
- Star (venetian.)/Stajo = 2 ½ Ceffertali = 5 Poluzzachi = 15 Quartarielli = 45 Ocche.[7]

Für Zollerhebung teilte man den Stajo in 75 Zehntel oder Decimen (Zadar und Spalato). 10 Decime wurden Varichiaco genannt. 1 Stajo hatte somit 7 ½ Varichiaco. Inoffiziell wurde aber mit 8 Varichiaco gerechnet.